# Romagny
Romagny é uma comuna francesa na região administrativa de Grande Leste, no departamento Alto Reno. Estende-se por uma área de 2,89 km². Em 2010 a comuna tinha 274 habitantes (densidade: 94,8 hab./km²).